# مجموعة شطرنج

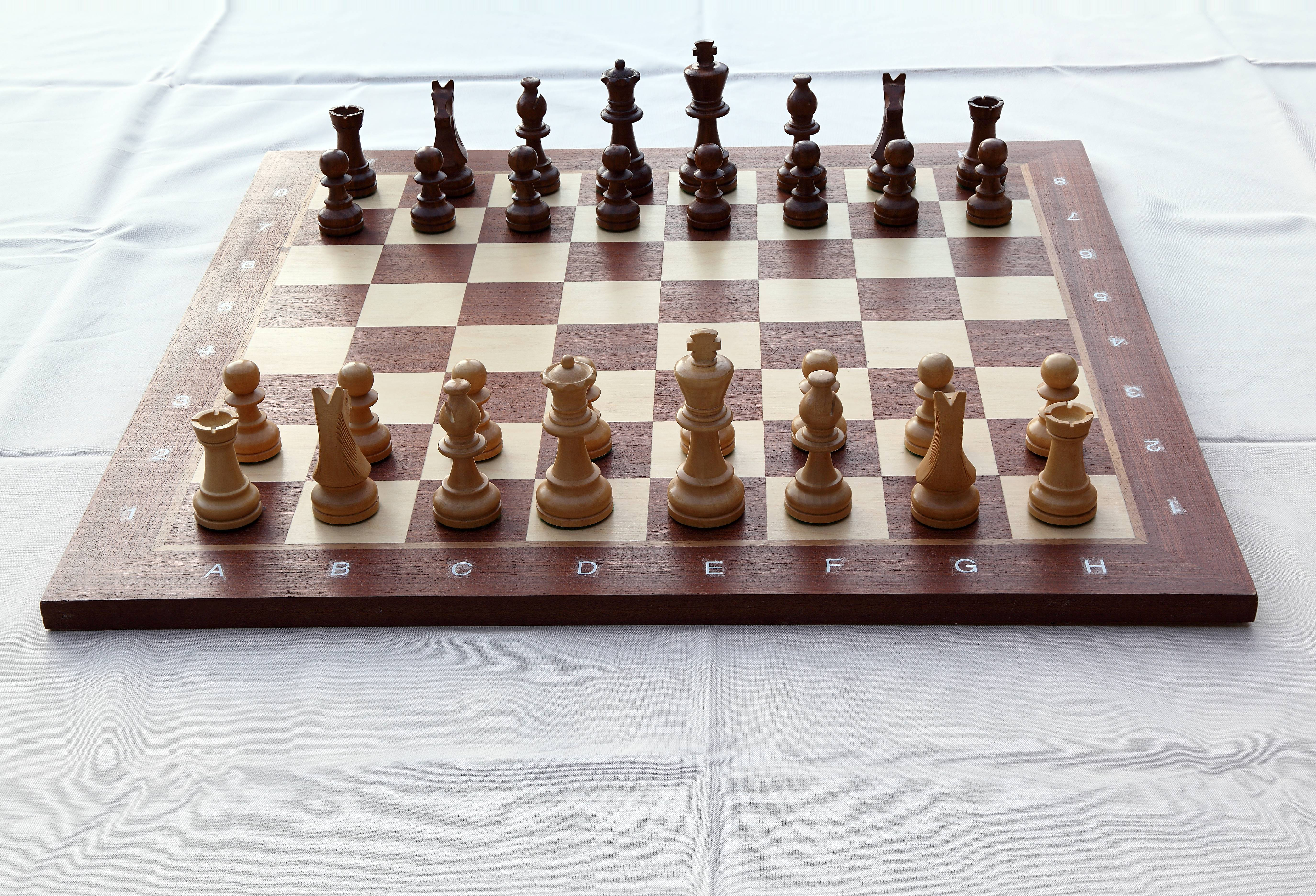
مجموعة شطرنج

مجموعة شطرنج بها 32 قطعة شطرنج باللون الأبيض وأسود ورقعة الشطرنج تستخدم للعب الشطرنج. يتم لعب الشطرنج بواسطة لاعبين، يبدأ كل منهما بملك واحد، وملكة، واثنان من القلعة، واثنان من الفيل، وحصانان وثمانية بيدق. غالبًا ما تكون معدات الشطرنج المصاحبة لمجموعة الشطرنج عبارة عن صندوق شطرنج وساعة الشطرنج وطاولة شطرنج. تصنع مجموعات الشطرنج في مجموعة متنوعة من الأساليب، غالبًا لأغراض الزينة بدلاً من الأغراض العملية. للعب البطولة، يفضل أو يُطلب قطع شطرنج ستوتن. يمكن لعب الشطرنج معصوب العينين بدون أي مجموعة على الإطلاق.

## المجموعة
مجموعة التصاميم المتاحة واسعة، من التغييرات التجميلية الصغيرة إلى التمثيلات التجريدية للغاية، إلى التصاميم ذات الموضوعات مثل تلك التي تحاكي الرسومات من أعمال لويس كارول، أو العلاجات الحديثة مثل Star Trek أو The Simpsons. تهدف التصميمات ذات السمات بشكل عام إلى أغراض العرض بدلاً من اللعب الفعلي (Hooper & Whyld 1992: 76). بعض الأعمال الفنية عبارة عن تصميمات لمجموعات الشطرنج ، مثل لعبة الشطرنج الحديثة التي وضعها عشاق الشطرنج والدادي مان راي، والتي يتم عرضها في متحف الفن الحديث في مدينة نيويورك.

## مجموعات الجيب والسفر
تحتوي بعض المجموعات المغناطيسية الصغيرة ، المصممة لتكون مضغوطة و / أو للسفر، على قطع تشبه تلك المستخدمة في شوغي و شطرنج صيني، كل قطعة عبارة عن رمز مسطح مشابه، مع رمز مطبوع عليها لتحديد نوع القطعة.

## صور الكمبيوتر
على أجهزة الكمبيوتر، غالبًا ما تكون قطع الشطرنج رموزًا ثنائية الأبعاد على لوحة ثنائية الأبعاد، على الرغم من أن بعض البرامج بها رسومات حاسوبية ثلاثية الأبعاد بتصميمات تقليدية أكثر لقطع الشطرنج. يحتوي Unicode على رموز لقطع الشطرنج باللونين الأبيض والأسود.

## معرض الصور

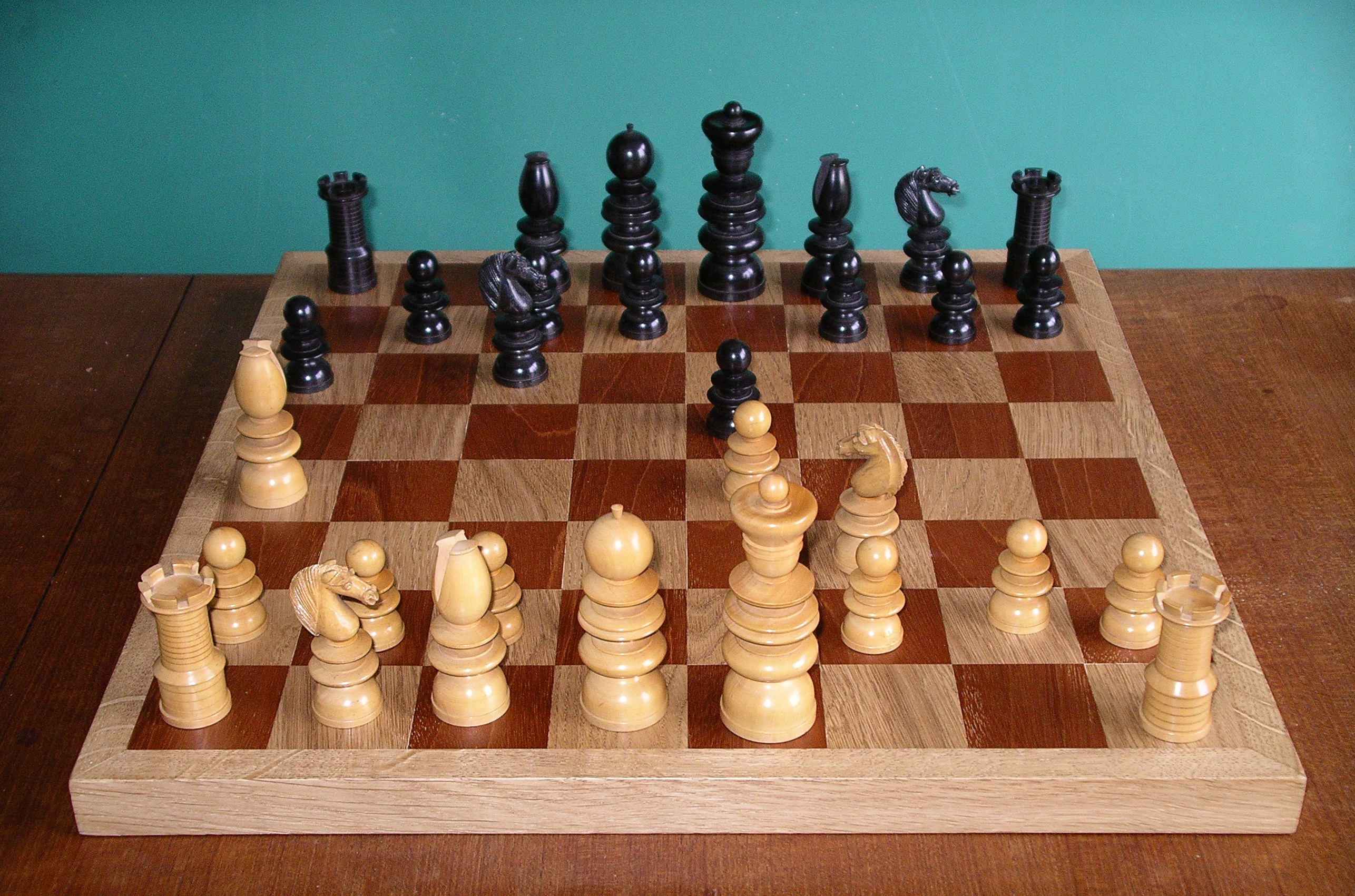
مجموعة نمط سانت جورج
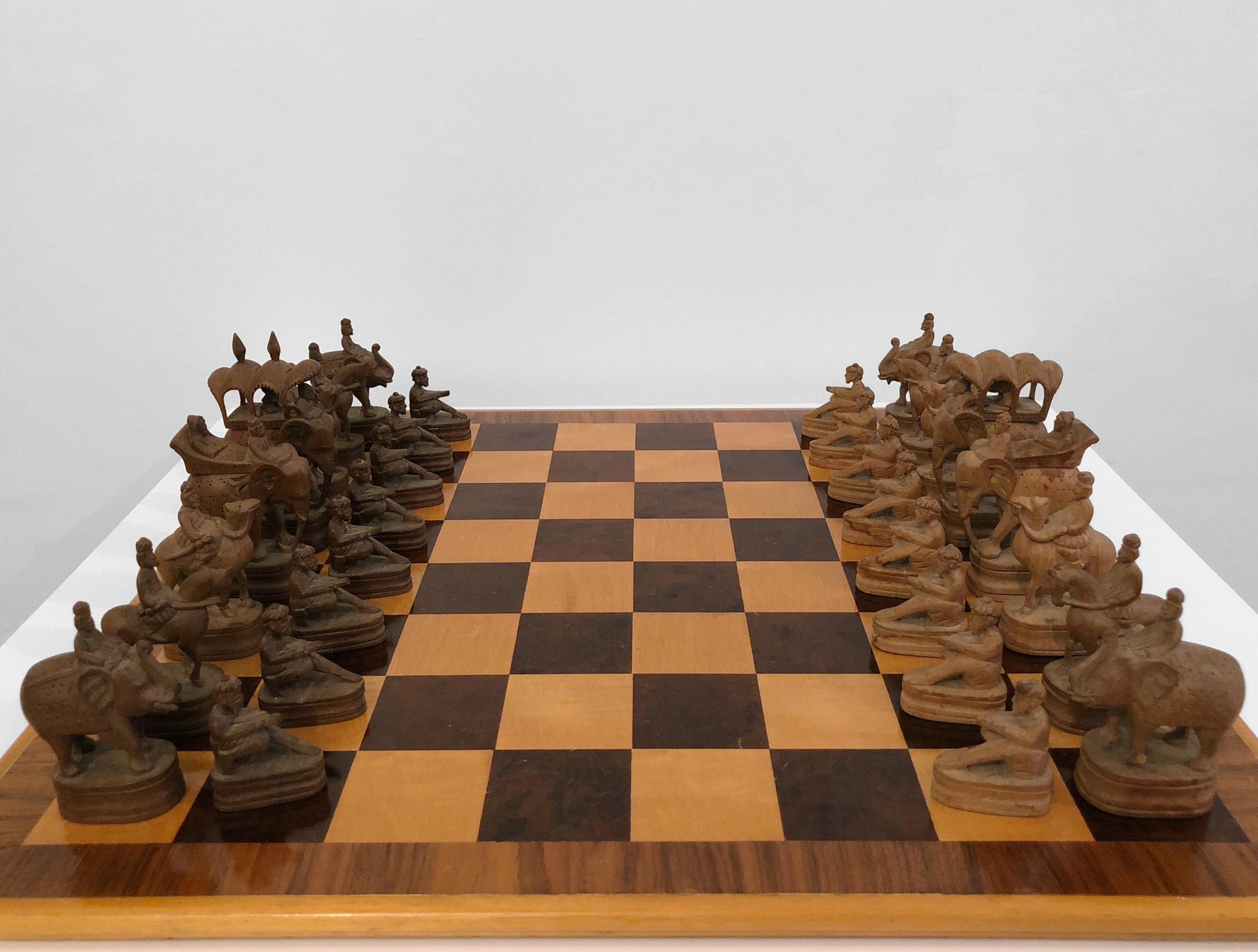
مجموعة الشطرنج الهندية العتيقة
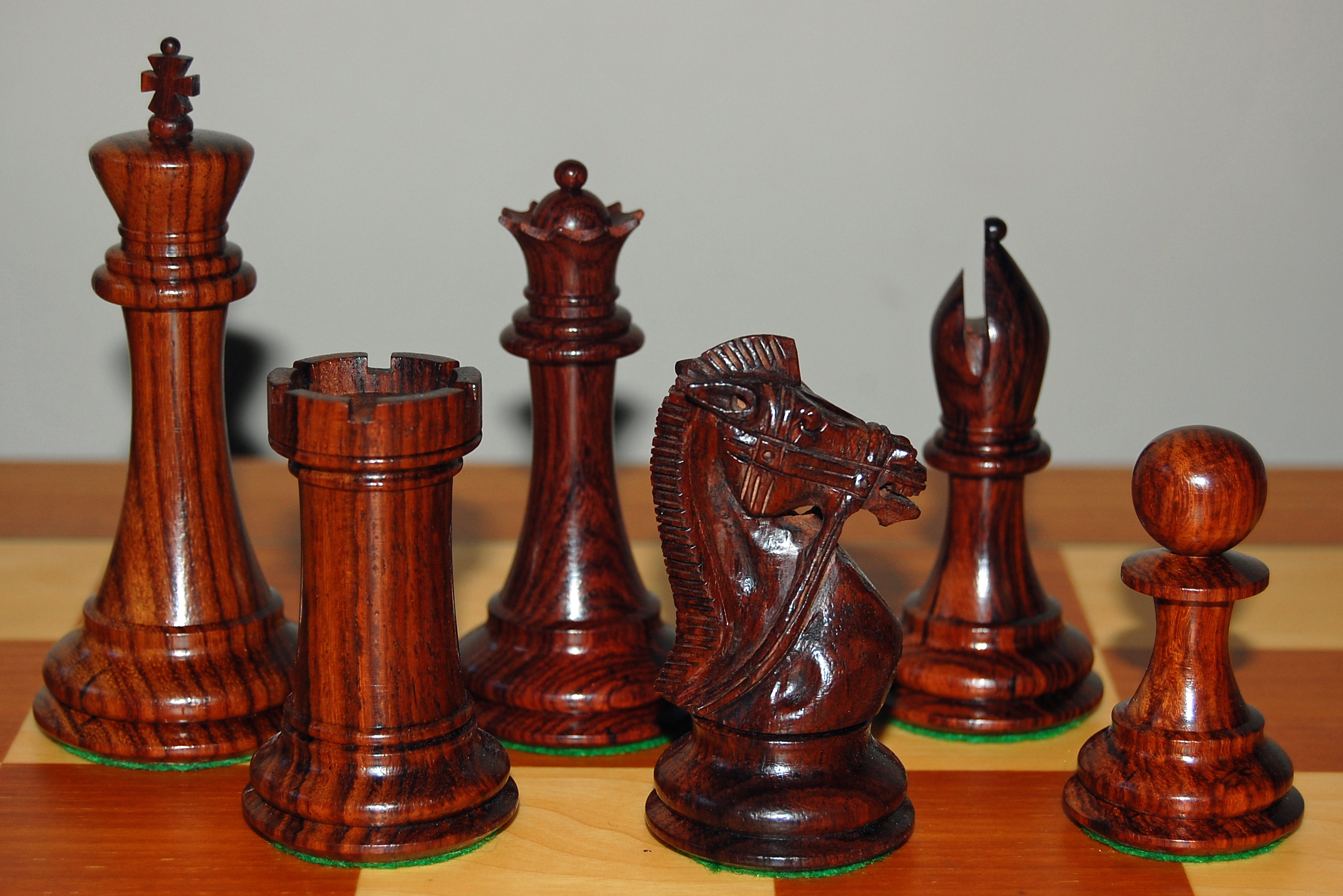
قطع ستونتون مصنوعة من خشب الورد
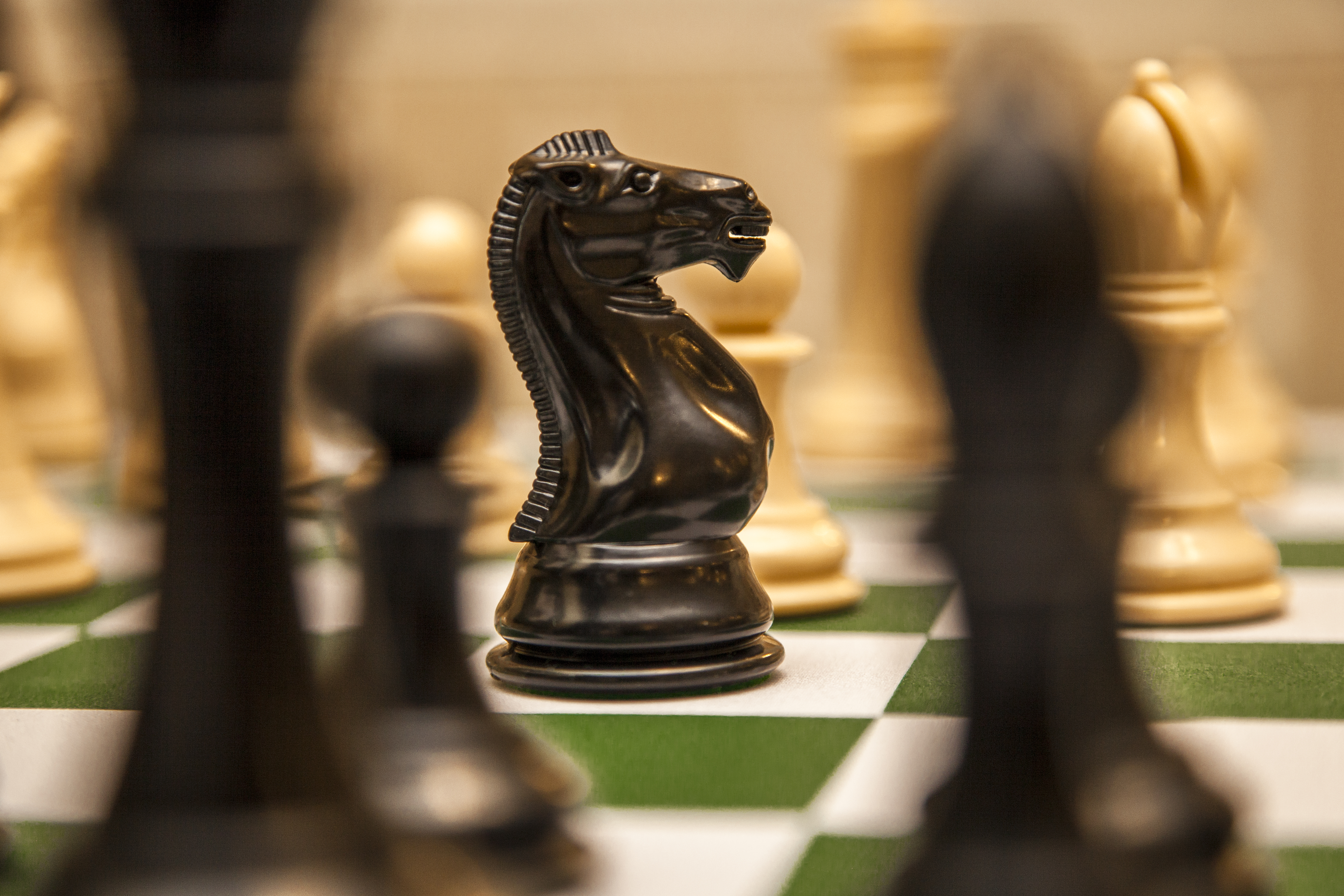
قطع ستونتون مصنوعة من البلاستيك
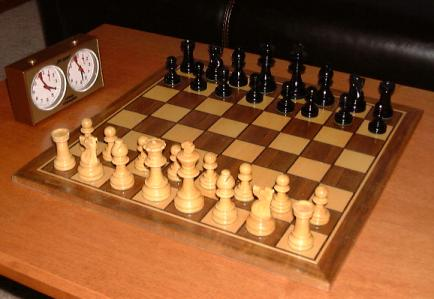
قطع شطرنج ستونتون على لوح شطرنج بساعة الشطرنج
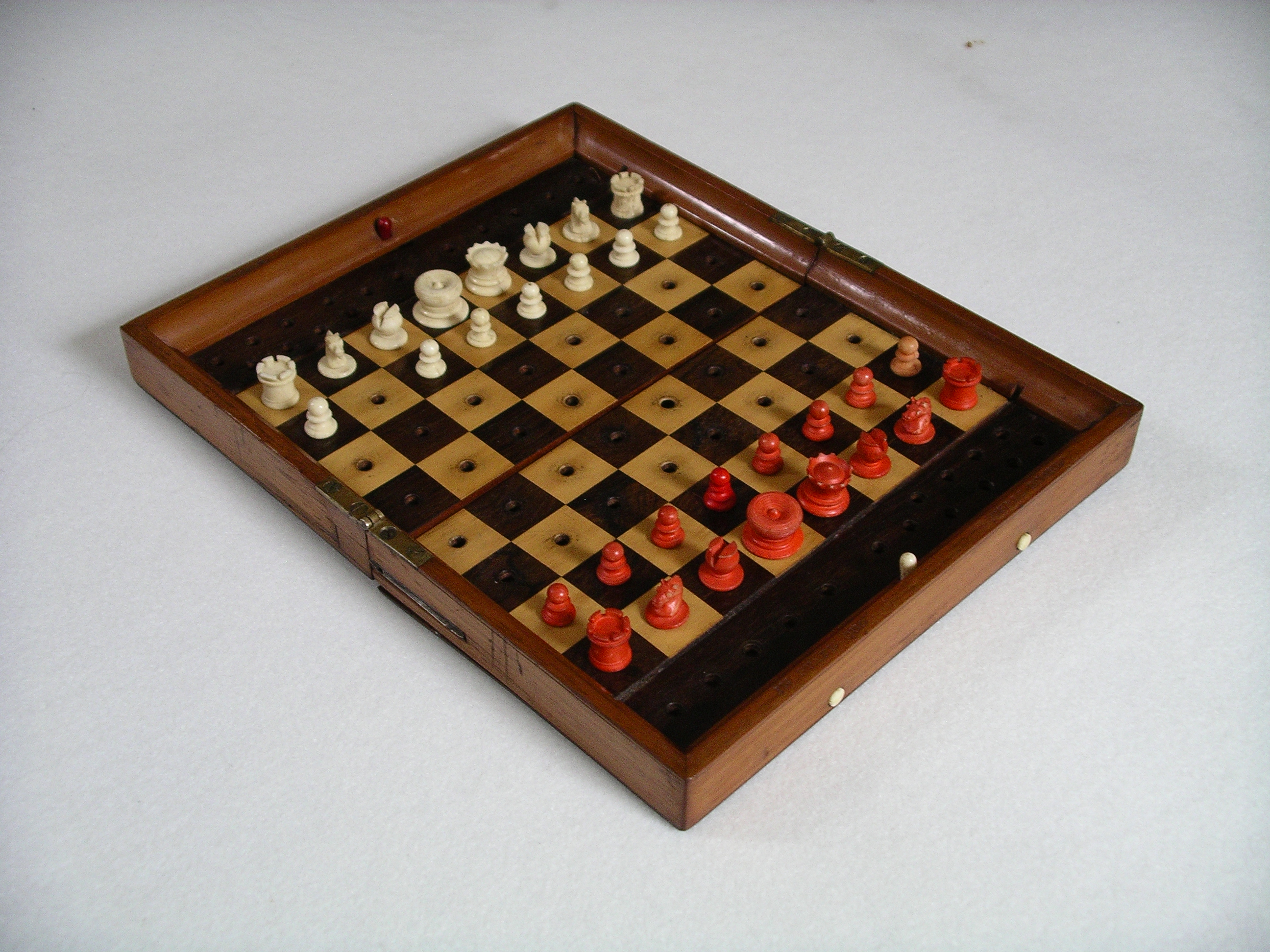
مجموعة الشطرنج العتيقة Jaques of London المحمولة